# هيئة الشؤون المالية للقوات المسلحة (مصر)
هيئة الشئون المالية للقوات المسلحة المصرية هي إحدى هيئات القوات المسلحة المصرية.

## الجهات التابعة
- إدارة التأمين والمعاشات.[2]
- إدارة الشئون المالية.
- إدارة الميزانية.
- إدارة العلاقات والتمويل الخارجي.[3]
- جهاز تنمية الموارد.[4]

## رؤساء الهيئة
- لواء / خالد عبد الله.[5]
- فريق / أحمد الشاذلي.[6]
- لواء / محمد أمين نصر.[7][8]
- لواء / محمود أنور نصر.[9]
- لواء / حازم فوزي.[10]